# Tim Kirkby
Timothy John Kirkby es un director de cine y televisión inglés. 

## Director

### Cine
- Waldo (2020)
- Lolito (2019)
- Action Point (2018)
- Rey máximo

### Televisión
- Don't Forget the Driver (2019)
- Brockmire (2017, 2018)
- Fleabag (2016)
- The C-Word (2015)
- Man Seeking Woman (2015)
- Brooklyn Nine Nine (2015)
- Grace and Frankie (2015)
- You, Me and the Apocalypse (2015)
- Veep (TV series)* (2013, 2014)
- Playing House (2014)
- Stewart Lee's Comedy Vehicle (2009, 2011, 2014, 2016)
- My Mad Fat Diary (2013)
- The Alternative Comedy Experience (2013)
- Walking and Talking (2012)
- Little Cracker - Better Than Christmas by Kathy Burke (2011)
- Kombat Opera - Drinking in Nottingham (2007)
- Classic Albums - Iron Maiden, Judas Priest, Motorhead (2000, 2002, 2005)
- Look Around You (2002, 2005)

## Actor

### Televisión
- Look Around You  (2005)

## Premios y nominaciones
- 2017 Nominado – BAFTA TV - Best Comedy - Fleabag
- 2016 Nominado – BAFTA TV - Best Single Drama - The C Word
- 2015 Nominado – BAFTA TV - Best Comedy Programme - Stewart Lee's Comedy Vehicle 3
- 2014 Nominado – BRITISH COMEDY AWARDS - Best Comedy Entertainment Programme - Stewart Lee's Comedy Vehicle 3
- 2014 Nominado – OFTA - Best DIRECTION - VEEP season 3
- 2014 Nominado – BAFTA TV - Best Drama Series - My Mad Fat Diary
- 2014 Nominado – RTS - Best Drama Series - My Mad Fat Diary
- 2014 Nominado – OFTA - Best DIRECTION - VEEP season 2
- 2012 GANADOR – BAFTA TV - Best Comedy Programme - Stewart Lee's Comedy Vehicle 2
- 2012 GANADOR – BRITISH COMEDY AWARDS - Best Comedy Entertainment Programme - Stewart Lee's Comedy Vehicle 2
- 2010 Nominado – BAFTA TV - Best Comedy Programme - Stewart Lee's Comedy Vehicle 1
- 2008 GANADOR – ROSE D'OR - Best Comedy - Kombat Opera
- 2008 GANADOR – ROSE D'OR - Best of 2008 - Kombat Opera
- 2006 GANADOR – ROSE D'OR - Best Comedy - Look Around You, season 2
- 2003 Nominado – BAFTA TV - Best Comedy Programme - Look Around You, season 1
- 2003 Nominado – BRITISH COMEDY AWARDS - Best New TV Comedy - Look Around You

- Datos: Q7803777